# 東新安左郡
東新安左郡，中国南北朝时设置的郡。
南朝齐武帝永明八年（490年）之前置東義陽左郡，属司州。治所在今湖北省安陆市、孝感市、黄陂区一带，下辖第五县、南平林县、始安县、始平县、平林县、义昌县、固城县、新化县、西平县。与新安郡相区别称之为東新安左郡。南梁、南陈废東新安左郡。